# Édouard Ducéré
Étienne-Édouard Ducéré, né le 22 juillet 1849 et mort le 13 août 1910  à Bayonne, est un horloger puis un bibliothécaire et un archiviste français, autour de nombreux ouvrages historiques traitant de la ville de Bayonne.

## Biographie
Il naît à Bayonne, rue Port-Neuf, d'un père horloger, Pierre-Romain Ducéré, et de Sophie Lecussan, le 22 juillet 1849. Après ses études primaires, il apprend la profession d'horloger avec son père et étudie l'arabe, l'hébreu et le basque, puis commence à s'intéresser à l'histoire locale. En 1870, il est employé par l'Armée au Havre, avant de revenir à Bayonne.
En 1879, il entre à la Société des Sciences et Arts de Bayonne, puis en 1880, il en devient secrétaire alors qu'il est nommé bibliothécaire adjoint de la ville. Il publie dans de très nombreuses revues et obtient de nombreux prix pour ses ouvrages. En 1908, il devient bibliothécaire en chef. Il meurt le 13 août 1910, au 9, rue des Faures.